# Telephlebia undia
Telephlebia undia – gatunek ważki z rodziny żagnicowatych (Aeshnidae).